# Saint-Prix (Saône-et-Loire)
Saint-Prix é uma comuna francesa na região administrativa de Borgonha-Franco-Condado, no departamento de Saône-et-Loire. Estende-se por uma área de 34,14 km². Em 2010 a comuna tinha 221 habitantes (densidade: 6,5 hab./km²).